# Butler (Kentucky)
Butler è un comune degli Stati Uniti d'America, situato nello Stato del Kentucky, nella contea di Pendleton.